# Rejon oniksztyński
Rejon oniksztyński (lit. Anykščių rajono savivaldybė) – rejon na Litwie, w okręgu uciańskim; siedzibą rejonu są Onikszty.
Według spisu ludności z 2001 Polacy stanowili około 0,4% mieszkańców rejonu (121 osób).
W rejonie oniksztyńskim leży Oniksztyński Park Regionalny.